# نویروپین
نویروپین (به آلمانی: Neuruppin) شهری در ایالت براندنبورگ در کشور آلمان است.

## اهالی نامدار
- هرمان هوت - نظامی دوره رایش سوم و از فرماندهان قوای زرهی در جنگ جهانی دوم

## نگارخانه

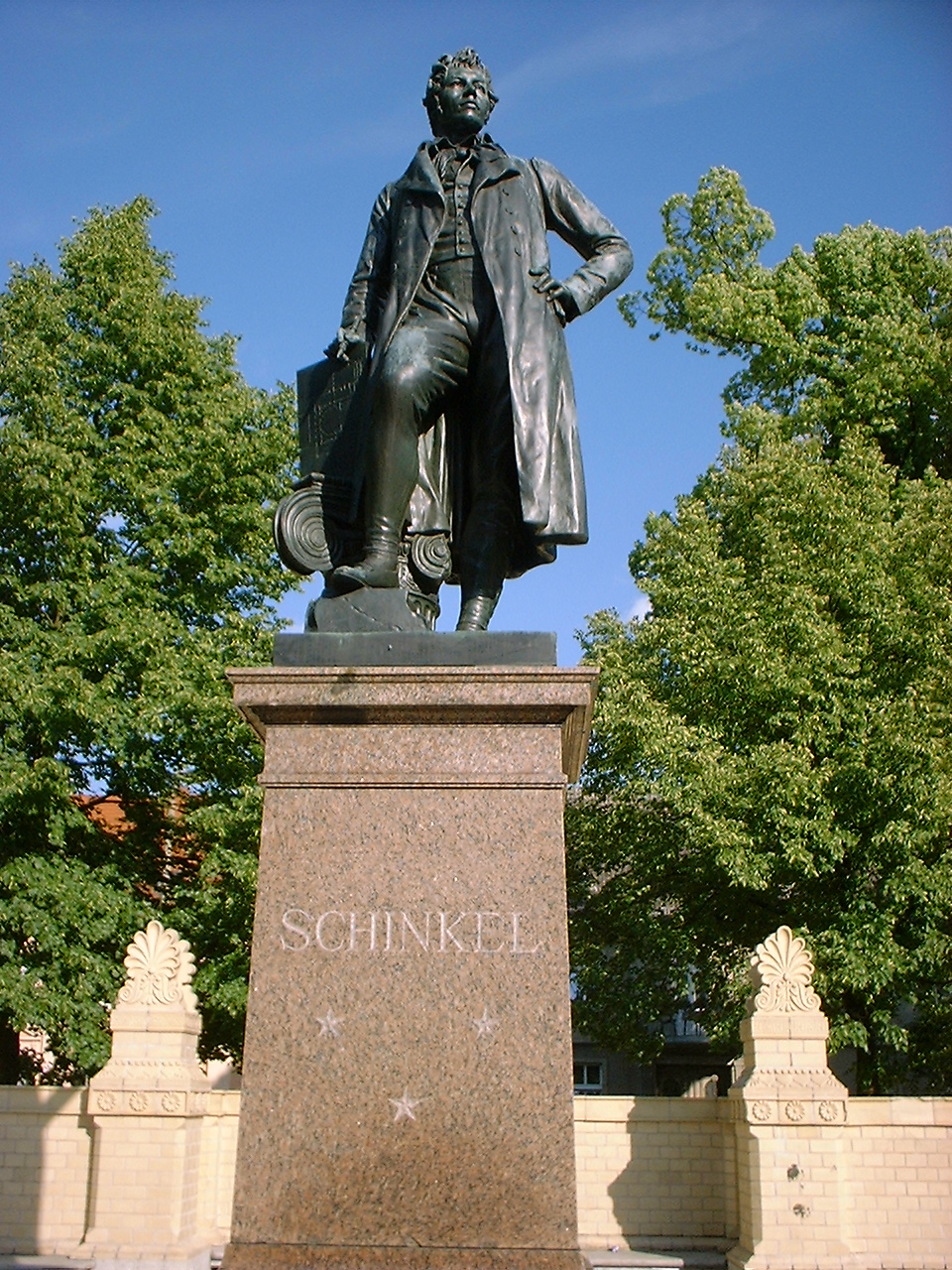
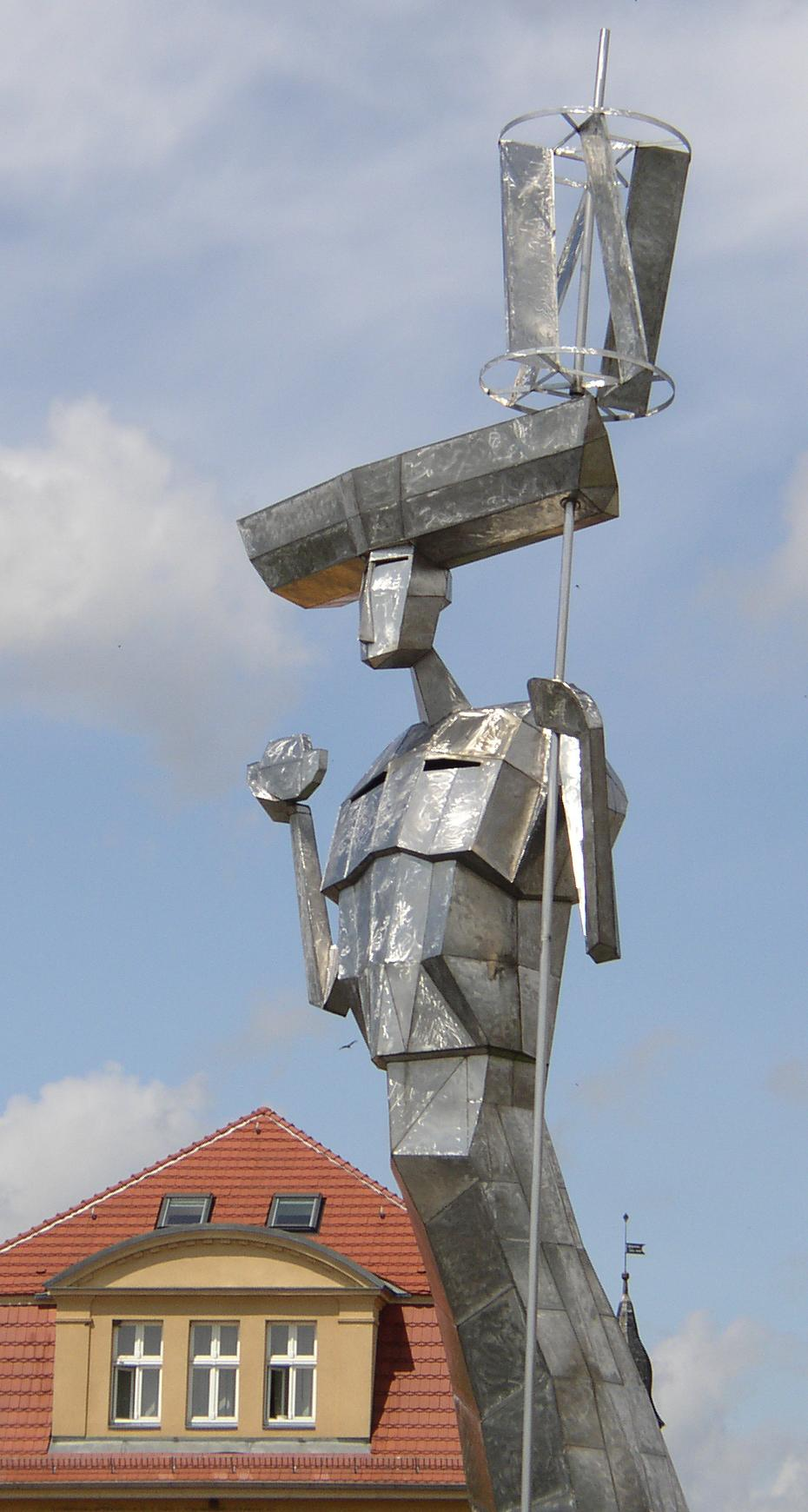
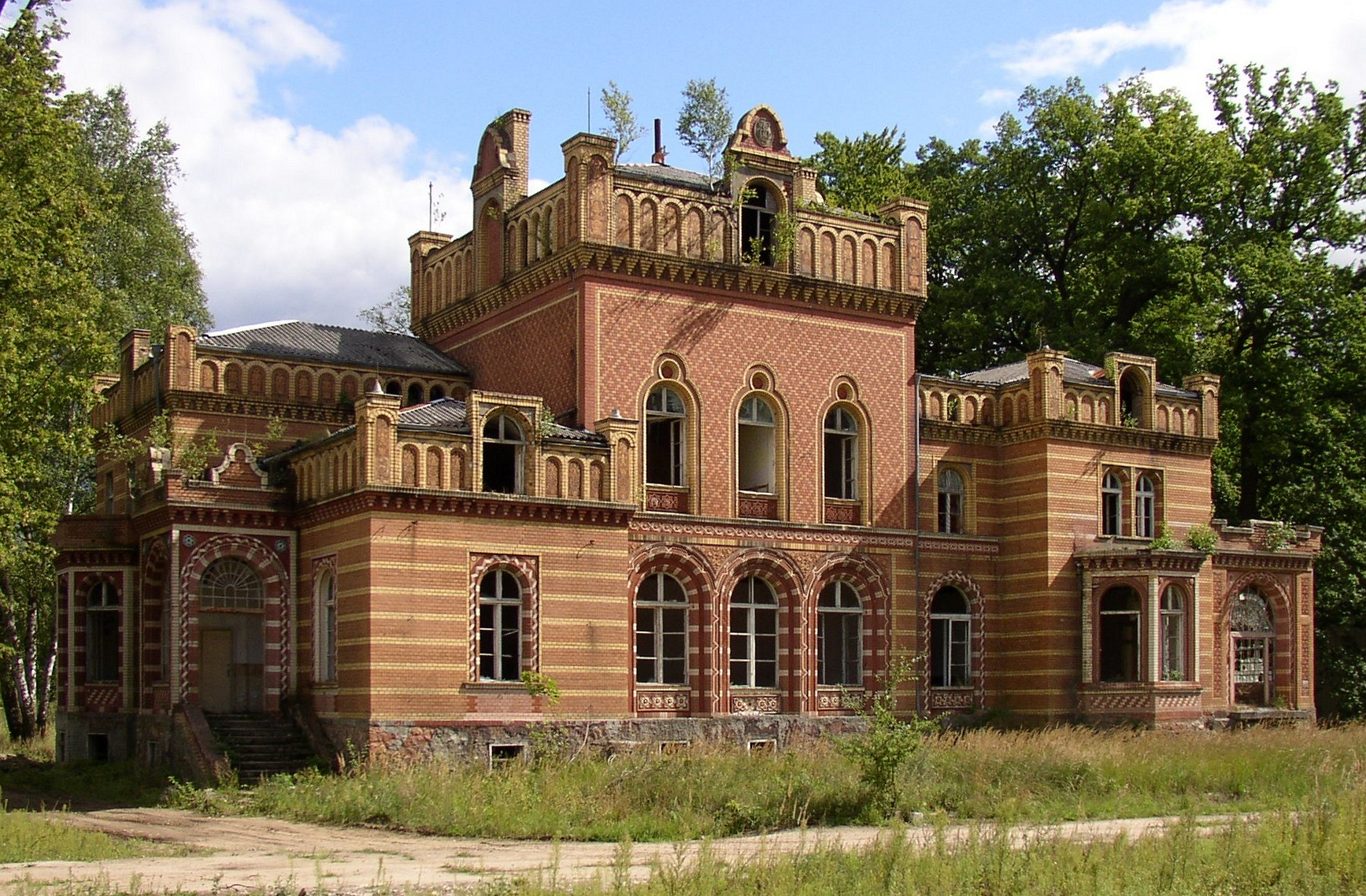
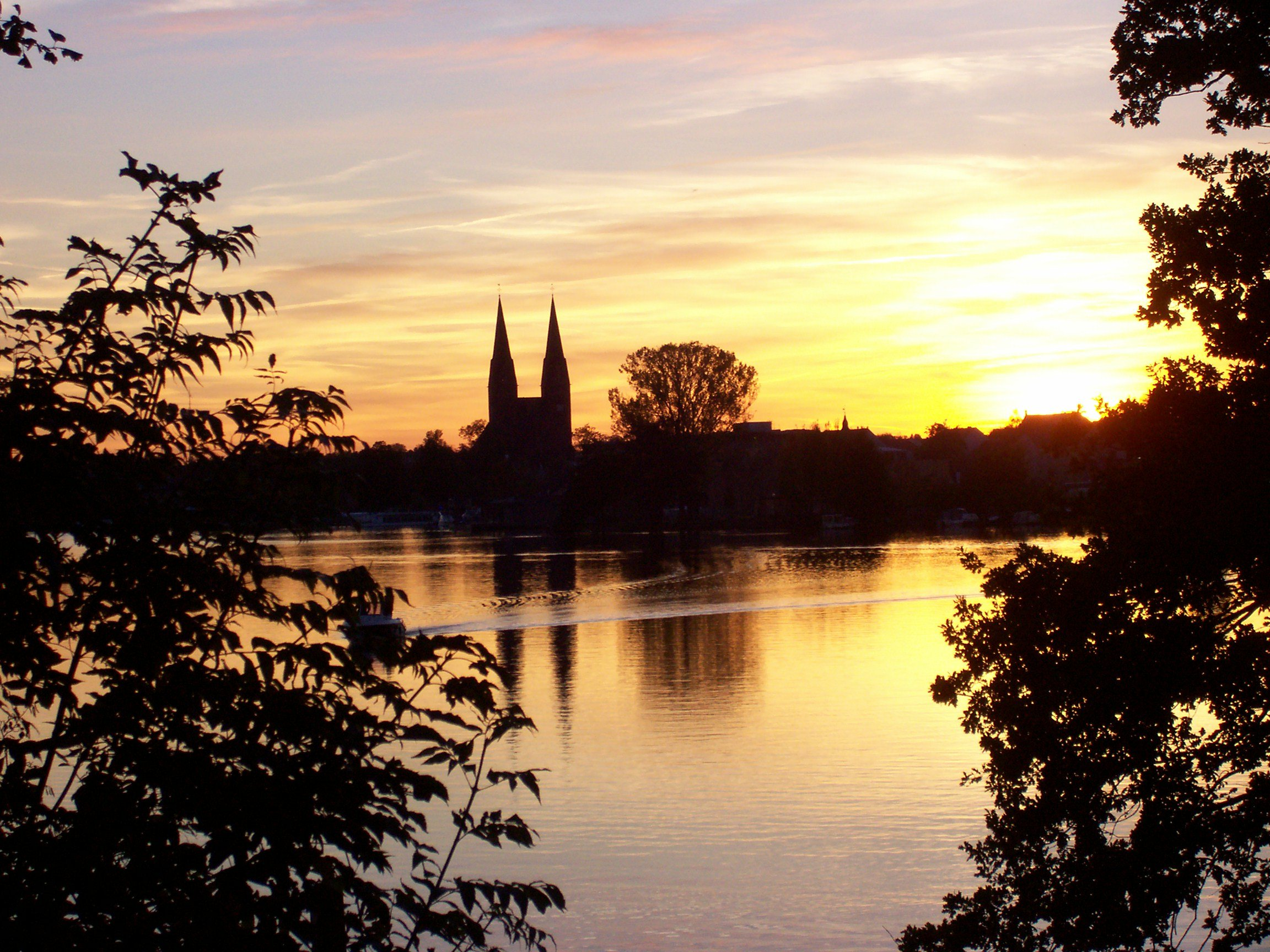